# کالیفرنیا پاینز (کالیفرنیا)
کالیفرنیا پاینز (به انگلیسی: California Pines) یک منطقهٔ مسکونی در ایالات متحده آمریکا است که در شهرستان مودوک، کالیفرنیا واقع شده‌است. کالیفرنیا پاینز ۱۹٫۶۰۳ کیلومتر مربع مساحت و ۵۲۰ نفر جمعیت دارد و ۱٬۳۴۳ متر بالاتر از سطح دریا واقع شده‌است.